# Zoro Babel
Zoro Babel (* 15. September 1967 in Peterskirchen, Oberbayern als Zorobabel Fuchs) ist ein deutscher Musiker (Schlagzeug, Perkussion, Synthesizer, Sampling), Klangkünstler sowie Theater- und Filmkomponist.

## Leben und Wirken
Zoro Babel, der Sohn von Limpe Fuchs und Paul Fuchs, spielte von 1975 bis 1983 in der Formation seiner Eltern, Anima Musica. 1983/84 besuchte er die Summer Sessions des Creative Music Studio in Woodstock, New York. Anschließend arbeitete er mit Achim Freyer und Dieter Schnebel sowie mehrere Jahre in der Band von Markus und Simon Stockhausen. Er wirkte auch 1988 an Markus Stockhausens ECM-Produktion Cosi Lontano… Quasi Dentro mit Fabrizio Ottaviucci und Gary Peacock mit. Im selben Jahr gründete er die Gruppe Kairos. Ende der 1980er-Jahre schrieb er erste Arbeiten fürs Theater, bevor er 1990 mit Gabriele Mirabassi und Werner Puntigam die Gruppe Focus Pocus mitbegründete, mit der er zwei Alben aufnahm. Im Bereich der Improvisationsmusik und des Jazz war er zwischen 1981 und 1997 an fünf Aufnahmesessions beteiligt.
In den folgenden Jahren arbeitete Babel als Produzent von Filmmusiken für Filmprojekte und Theaterstücke von Monika Wibmer, Lisi Frischengruber, Achim Freyer und Alexeij Sagerer; außerdem war er als Assistent von Josef Anton Riedl tätig. 1995 nahm er erstmals am Festival Musica Viva sowie den Klang Aktionen in München teil. Es entstanden Eigenkompositionen wie Rollen und Schläge,Senso Unico, Fünf Inseln und Im Gegenteil, eine Komposition für Acht zu Musikinstrumenten umfunktionierte Spinde und vier Musiker sowie Lautpoetischen Texte von und mit Michael Lentz. Babel trat außerdem bei verschiedenen Festivals für Neue Musik wie den Donaueschinger Musiktagen Töne aus Sichten und bei diversen Klangkunst-Festivals auf. 2002 erhielt er mit Edgar Guggeis einen Kompositionsauftrag der Fraunhofer-Gesellschaft für Industrieroboter. Des Weiteren übernahm er die Klangregie sowie audiovisuelle Konzeptionen für verschiedene Projekte zeitgenössischer Musik. Er erhielt 2001 den Förderpreis Musik der Landeshauptstadt München. Zwischen 2006 und 2018 erstellte er gemeinsam mit Andrea Lesjak klanginstallative Arbeiten wie z.b. Serpente-Lithophonie und Rasenstück in München, Münster, Rümlingen, Kunstmuseum Bern.
2010–2014 Münchner Kammerspiele Ärsche mit Ohren - Ein Geburtstagskonzert für Herbert Achternbusch, und unter der Regie von Caitlin van der Maas Dr Faustus Lichterloh und Fliessend
2016–2019 Engagement als Performer und Musiker an der Aktions- und Installationsreihe 10 trials and no more reels von Sebastian Hirn. Mit den Musikern Salewski, Manuela Rzytki und Anton Kaun tritt er in der experimentellen Formation Musica Povera auf. 2019 entsteht gemeinsam mit Anton Kaun und Tagar die Noise Band [RTZ]
2020–2024 Lithotron I - III Ein Zyklus aus Musik mit performativen Elementen sowie Lithophon, Synthesizer und Stimme.

## Diskografie
- Anima: Der regt mich auf (1982), mit Paul Fuchs, Limpe Fuchs, Zoro Fuchs
- Markus Stockhausen / Zoro Babel: Beings (Fonit Cetra, 1987)
- Markus Stockhausen / Gary Peacock / Fabrizio Ottaviucci / Zoro Babel: Cosi Lontano... Quasi Dentro (ECM, 1988)
- Focus Pocus: Pyromaniax (Ixthuluh, 1993)
- Focus Pocus: Duty Free (Extraplatte, 1997)
- Occhio Quartet: Momente 2 (Seven Legged Spiders & Co., 2010), mit Limpe Fuchs, Elmar Guantes, Hans Wolf
- Paul Fuchs / Zoro Babel: Il sogno del giardiniere (Echokammer, 2016)
- Turritopsis Nutricula (Psych.KG, 2018), mit Paul Fuchs, Magnús Pálsson, Mama Baer und Kommissar Hjuler
- Paul Fuchs / Zoro Babel / Hariolf Schlichtig: Ascolta (Echokammer, 2019)
- Occhio Quartet: Quattro Concerti (Play Loud!, 2020), mit Limpe Fuchs, Elmar Guantes, Hans Wolf https://www.playloud.org/archiveandstore/es/musica/696-occhio-quartet-quattro-concerti.html
- Extratool: Limpe Fuchs & Zoro Babel

## Filmografie (Auswahl)
- 1987: Der Akt (Regie: Monika Wibmer)
- 1988: Kaspar (Regie: Monika Wibmer) https://www.diagonale.at/filmarchiv/?fscope=films&fyear=0&ftitle&fgenre=0&fsearch=suchen&fid=3192
- 1988: Sterben (Regie: Lisi Frischengruber)
- 1992: Der Lauf der Dinge (Regie: Lisi Frischengruber)
- 1994: Empfindungen (Regie: Lisi Frischengruber)
- 1995: Alois im Glück (Regie: Lisi Frischengruber)
- 2020: Vom Sinn des Ganzen (Regie: Klaus Biegert)